# Luis Pérez Rodríguez (futbolista)
No confundir con Luis Pérez Rodríguez, ciclista español.
Luis Pérez Rodríguez, (*Oviedo, Asturias, España, 9 de noviembre de 1930 - ibídem, 22 de febrero de 2011); fue un futbolista y hostelero español. Como jugador se desempeñaba en posición de defensa. Jugó en Primera División la temporada 1953/54 siendo jugador del Real Jaén Club de Fútbol. En Oviedo era conocido como Luis Sport por el nombre del popular bar que regentaba.

## Clubes
| Club             | País   | Temporada   |
| ---------------- | ------ | ----------- |
| Caudal Deportivo | España | ¿? - 1953   |
| Real Jaén        | España | 1953 - 1955 |
| Real Oviedo      | España | 1955 - 1958 |
| Terrassa FC      | España | 1958 - 1959 |